# Glen Cuyle
Glen Cuyle (Izegem, 25 juli 2002) is een Belgisch gymnast.

## Levensloop
Cuyle begon op achtjarige leeftijd met turnen.
Begin juli 2024 werd hij geselecteerd voor de Olympische Zomerspelen van Parijs. Aldaar stootte hij door naar de finale aan de ringen met een vierde plaats in de kwalificaties. In de finale eindigde hij op de achtste plaats.
Zijn tweelingsbroer Nicola is eveneens actief als gymnast.